# Johannes Franke (Bibliothekar)
Friedrich Johannes Franke (* 20. Dezember 1848 in Berlin; † 25. März 1918 ebenda) war ein deutscher Bibliothekar.

## Leben
Franke studierte Medizin in Berlin, Göttingen und Heidelberg und wurde 1879 promoviert. Anschließend war er von 1880 bis 1895 als Kustos an der Universitätsbibliothek Göttingen tätig. 1895 wurde er dann Oberbibliothekar und Leiter der Nassauischen Landesbibliothek in Wiesbaden. 1899 wechselte er als Abteilungsdirektor an die Königliche Bibliothek in Berlin. Hier war er gleichzeitig Vorsteher der Berliner Geschäftsstelle für die Vorarbeiten an der Kaiser-Wilhelm-Bibliothek in Posen. 1902 wurde er Direktor der Universitätsbibliothek Berlin, was er bis zu seinem Tode blieb.
Frankes besonderes Interesse galt der Bibliothekstechnik.
Er war in erster Ehe mit der Schriftstellerin Gertrud Franke-Schievelbein und in zweiter Ehe mit Ruth von Below verheiratet. Seine Tochter aus der ersten Ehe war die Schriftstellerin Ilse Franke-Oehl.

## Veröffentlichungen
- Über das Vorkommen von Coccobacteria septica (Billroth) im menschlichen Körper : mit besonderer Berücksichtigung der Fälle, in welchen eine Präexistenz der Keime angenommen werden muss. Schade, Berlin 1879 (Berlin, Univ., med. Diss., 1879).
- Die Abgabe der Pflichtexemplare von Druckerzeugnissen mit besonderer Berücksichtigung Preussens und des Deutschen Reiches: unter Benutzung archivalischer Quellen. Asher, Berlin 1889 (Sammlung bibliothekswissenschaftlicher Arbeiten; 3).
- Der Leihbetrieb der öffentlichen Bibliotheken und das geltende Recht. Vahlen, Berlin 1905 (Digitalisat).
- Eine ernste Gefahr für unsere Bibliotheken. In: Mitteilungen aus dem Königlichen Materialprüfungsamt, Bd. 26 (1908), Heft 3, S. 137–147.
- Hrsg.: J. V. von Scheffels Werke: Mit drei Bildnissen, fünf Kunstbeilagen einer Karte  und drei Handschriften, 10 Bde. Hesse & Becker, Leipzig 1916.